# آزمون سنجش توانایی زبان ژاپنی
آزمون سنجش توانایی زبان ژاپنی (به انگلیسی: Japanese Language Proficiency Test) یا به اختصار JLPT جی.ال.پی.تی آزمونی است که برای ارزیابی مهارت زبان ژاپنی در کسانی که زبان مادری آن‌ها ژاپنی نیست هر ساله در ۶۲ کشور برگزار می‌شود. این آزمون دارای بیشترین تعداد شرکت‌کننده جهت سنجش مهارت در زبان ژاپنی‌است.

## تاریخچه
این آزمون نخستین بار در سال ۱۹۸۴ میلادی برگزار شد. از سال ۲۰۱۰ میلادی شرکت‌کنندگان در ۵ سطح مختلف از N1 که بالاترین سطح است تا N5 درجه‌بندی می‌شوند. تا سال ۲۰۰۹ میلادی این درجه‌بندی ۴ مرحله بود که هر مرحله به زبان ژاپنی کیو نامیده می‌شد. از ۲۰۰۸ میلادی زمان برگزاری این آزمون ثابت شده و هر ساله یکبار در نخستین یکشنبه ماه دسامبر برگزار می‌شود. در نخستین آزمون که به‌طور کلی در ۱۵ کشور برگزار شد ۷۰۰۰ نفر در آن شرکت کردند و در سال ۲۰۱۰ تعداد شرکت کنندگان در ۶۲ کشور جهان ۶۱۰٬۰۰۰ نفر بوده‌است.
| درجه | بخش تست (زمان آزمون)                            | بخش تست (زمان آزمون)                            | بخش تست (زمان آزمون) | جمع زمان  |
| ---- | ----------------------------------------------- | ----------------------------------------------- | -------------------- | --------- |
| N1   | دانش زبان (لغت/دستور زبان)・خواندن (۱۱۰ دقیقه)  | دانش زبان (لغت/دستور زبان)・خواندن (۱۱۰ دقیقه)  | گوش دادن (۶۰ دقیقه)  | ۱۷۰ دقیقه |
| N2   | دانش زبان (لغت /دستور زبان)・خواندن (۱۰۵ دقیقه) | دانش زبان (لغت /دستور زبان)・خواندن (۱۰۵ دقیقه) | گوش دادن (۵۰ دقیقه)  | ۱۵۵ دقیقه |
| N3   | دانش زبان (لغت) (۳۰ دقیقه)                      | دانش زبان (دستور زبان)・خواندن (۷۰ دقیقه)       | گوش دادن (۴۰ دقیقه)  | ۱۴۰ دقیقه |
| N4   | دانش زبان (لغت ) (۳۰ دقیقه)                     | دانش زبان (گرامر)・خواندن (۶۰ دقیقه)            | گوش دادن (۳۵ دقیقه)  | ۱۲۵ دقیقه |
| N5   | دانش زبان (لغت) (۲۵ دقیقه)                      | دانش زبان (دستور زبان)・خواندن (۵۰ دقیقه)       | گوش دادن (۳۰ دقیقه)  | ۱۰۵ دقیقه |

- منظور از لغت خواندن کانجی و همچنین درک معانی واژگان است.

## برگزاری آزمون در ایران
بر طبق اطلاعیه مرکز مطالعات ژاپن نخستین دور برگزاری این آزمون در ایران تاریخ یکشنبه ۱۲ آذر سال ۱۳۹۱ خورشیدی در محل دانشکده زبان‌ها و ادبیات خارجی دانشگاه تهران تعیین و اعلام شده‌است.